# Рофекоксиб
Рофекоксиб — нестероидный противовоспалительный препарат (НПВП), продажи которого были остановлены по соображениям безопасности. Он производился компанией Merck & Co. и предназначался для лечения остеоартроза, острых болевых состояний и дисменореи. Рофекоксиб был одобрен Управлением по контролю за продуктами и лекарствами США (FDA) 20 мая 1999 года и продавался под торговыми марками Vioxx, Ceoxx и Ceeoxx.
Рофекоксиб получил широкое признание среди врачей, которые лечат пациентов с артритом и другими состояниями, вызывающими хроническую или острую боль. Во всем мире более чем 80 миллионам пациентов был назначен рофекоксиб в течение некоторого времени.
30 сентября 2004 года «Мерк» снял рофекоксиб с рынка из-за опасений относительно повышенного риска сердечного приступа и инсульта, связанных с долгосрочным использованием препарата с высокой дозой. Merck отозвал препарат после раскрытия информации о том, что он скрывал информацию о рисках рофекоксиба от врачей и пациентов в течение более чем пяти лет, в результате чего между 88 000 и 140 000 случаев сердечной болезни было установлено. Rofecoxib был одним из самых широко используемых препаратов, которые когда-либо были отозваны с рынка. За год до выхода Merck получил выручку от продаж Vioxx в размере 2,5 млрд долл. США. Merck зарезервировала 970 млн $ для оплаты связанных с Vioxx судебных расходов до 2007 года и выделила 4,85 млрд долларов на юридические претензии со стороны граждан США.
Рофекоксиб был доступен по рецепту в виде таблеток и в виде пероральной суспензии. Он был доступен в виде инъекций для использования в больнице.

## Применение в лечебной практике

### Лечение остеоартрита
Исследования показали, что состояние людей, принимавших рофекоксиб, улучшалось сильней, чем у принимавших плацебо (сахарную пилюлю).
Три исследования показали, что
- 29 из 100 человек чувствовали себя в целом лучше, принимая сахарные таблетки;
- 53 из 100 человек чувствовали себя в целом лучше, принимая рофекоксиб в дозе 12,5 мг в день.

Исследования также показали, что улучшения были примерно одинаковыми, если люди принимали рофекоксиб или другое НПВП.
Очень немногие исследования регистрировали и сообщали о проблемах с желудком. Когда рофекоксиб сравнивали с сахарной таблеткой, у большего числа людей, принимавших рофекоксиб, были проблемы с почками, удержанием воды и высокое кровяное давление, но количество людей с проблемами желудка было примерно одинаковым. По сравнению с другими НПВП меньше людей, принимавших рофекоксиб 25 или 50 мг, имели проблемы с желудком, чем при приёме ибупрофена (по 800 мг три раза в день) или напроксена. Рофекоксиб также вызывал меньше приступов диареи.
Исследование показало, что люди, принимающие рофекоксиб для профилактики рака толстой кишки, имеют больше сердечных приступов и инсультов, чем люди, принимающие сахарную пилюлю.

### Лечение ревматоидного артрита
Клинические исследования показывают, что среди людей с РА, которые принимали рофекоксиб в течение 8 недель, было больше тех, которые избавлялись от симптомов, чем среди принимавших «сахарную таблетку», или плацебо. На самом деле люди показали 20% улучшение числа нежных и вздутых суставов, а также 20% улучшение по меньшей мере трёх из пяти других параметров, таких как уровень боли, о котором они сообщали, уровень активности болезни, которую они описали, их способность выполнять повседневную деятельность, их физическую проверку и их результаты по анализу крови.
Было также обнаружено, что 25 мг рофекоксиба работали так же хорошо, как и 50 мг в течение 8 недель.
Исследования также показывают, что рофекоксиб работал так же хорошо, как напроксен в течение 9 месяцев.
Меньше людей, принимающих рофекоксиб в течение 9 месяцев, имели язвы и кровотечения, чем люди, принимавшие напроксен. Но больше людей перестали принимать рофекоксиб, чем плацебо, из-за его побочных эффектов.
9-месячное исследование показало, что рофекоксиб и напроксен вызывали сходное количество заболеваний почек, но этот рофекоксиб вызывал больше проблем с сердцем, таких как сердечные приступы. Причина сердечных проблем в настоящее время не ясна.

### Лечение острой послеоперационной боли
Высокий уровень обезболивания испытывают около 60% пациентов с умеренной и тяжёлой послеоперационной болью после однократной дозы 50 мг рофекоксиба по сравнению с примерно 10 % с плацебо. Основанный главным образом на исследованиях боли в области зубов, у каждого из двух участников, получавших 50 % рофекоксиба, уровень их боли уменьшился вдвое, кто не сделал бы этого с плацебо. Меньше людей нуждались в спасательных препаратах с рофекоксибом, а время для использования было относительно длительным, через 14 часов. Его эффективность и продолжительность действия лучше, чем у большинства часто используемых анальгетиков при стандартных дозах. Эффективность была лучше в стоматологической хирургии, чем в других видах хирургии. Неблагоприятные события не отличались от плацебо в этих исследованиях с одной дозой.

#### Примечание
Противовоспалительное лекарственное средство рофекоксиб (Vioxx) было отозвано с рынка в конце сентября 2004 года после того, как было показано, что долгосрочное использование (более 18 месяцев) может увеличить риск сердечного приступа и инсульта в исследовании вторичной профилактики рецидива аденомы.

## Способ применения
Циклооксигеназа (ЦОГ; латиницей — COX) имеет две хорошо изученные изоформы, называемые ЦОГ-1 и ЦОГ-2. ЦОГ-1 опосредует синтез простагландинов, ответственных за защиту стенки желудка, тогда как ЦОГ-2 опосредует синтез простагландинов, ответственных за боль и воспаление. Создавая «селективные» НПВП, которые ингибируют ЦОГ-2, но не ЦОГ-1, предлагается такое же облегчение боли, как традиционные НПВП, но со значительно сниженным риском смертельных или изнурительных язв. Рофекоксиб является селективным ингибитором ЦОГ-2 или «коксибом».
Другие включают эторикоксиб Merck (Arcoxia), целекоксиб Pfizer (Celebrex) и валдекоксиб (Bextra). Во время его изъятия, рофекоксиб был единственным коксибом с клиническими доказательствами своего превосходного профиля неблагоприятного эффекта желудочно-кишечного тракта над обычными NSAID. Это было в значительной степени основано на исследовании VIGOR (Vioxx GI Outcomes Research), в котором сравнивались профили эффективности и неблагоприятного эффекта рофекоксиба и напроксена.

### Фармакокинетика
Терапевтические рекомендуемые дозы были 12,5, 25 и 50 мг с приблизительной биодоступностью 93 %. Рофекоксиб пересекал плаценту и гематоэнцефалический барьер и занимал 1-3 часа, чтобы достичь максимальной концентрации в плазме с эффективным периодом полураспада (на основе установившихся уровней) около 17 часов. Метаболическими продуктами являются цис-дигидро и транс-дигидропроизводные рофекоксиба, которые в основном выводятся из организма через мочу.

### Сфабрикованные исследования эффективности
11 марта 2009 года Скотт С. Рубен, бывший руководитель острой боли в Медицинском центре Baystate, Спрингфилд, Массачусетс, показал, что данные за 21 исследование, которое он разработал для эффективности препарата (наряду с другими, такими как целекоксиб), были изготовлены для того, чтобы увеличить анальгетическое действие препаратов. Нет никаких доказательств того, что Рубен сговорился с Мерком в фальсификации своих данных. Рубен был также бывшим платиновым представителем фармацевтической компании Pfizer (которая владеет правами интеллектуальной собственности на маркетинг целекоксиба в Соединённых Штатах). Отобранные исследования не были представлены ни FDA, ни регулирующим органам Европейского союза до утверждения препарата. Производитель лекарств Merck не комментировал раскрытие информации.

## Побочные эффекты
Помимо снижения частоты язв желудка, рофекоксиб проявляет аналогичный профиль побочных эффектов с другими НПВП.
Простагландин — это большое семейство липидов. Prostaglandin I2 / PGI2 / простациклин является лишь одним из его членов. Простагландины, отличные от PGI2 (такие как PGE2), также играют важную роль в регуляции тонуса сосудов. Простациклин / тромбоксан продуцируются как ЦОГ-1, так и ЦОГ-2, а рофекоксиб подавляет только фермент ЦОГ-2, поэтому нет оснований полагать, что уровень простациклина значительно снижается с помощью препарата. И нет оснований полагать, что только баланс между количеством простациклина и тромбоксана является определяющим фактором тонуса сосудов. Действительно, Мерк заявил, что не было никакого эффекта на производство простациклина в кровеносных сосудах при тестировании на животных. Кори предположил, что кардиотоксичность может быть связана с ангидридом органической кислоты, образованным, когда рофекоксиб подвергается воздействию воздуха.

### Сердце и кровеносные сосуды

#### Изучение и публикация VIGOR
Исследование VIGOR (Vioxx GI Outcomes Research), проведённое Bombardier и др., В котором сравнивали профили эффективности и неблагоприятного эффекта рофекоксиба и напроксена, показало значительный 4-кратный повышенный риск острого инфаркта миокарда (сердечный приступ) в рофекоксибе пациентов по сравнению с напроксеном (0,4 % против 0,1 %, ОР 0,25) в течение 12-месячного периода исследования. Повышенный риск начался в течение второго месяца на рофекоксиб. Не было существенной разницы в смертности от сердечно-сосудистых событий между двумя группами, и не было каких-либо существенных различий в скорости инфаркта миокарда между группами лечения рофекоксибом и напроксеном у пациентов без высокого сердечно-сосудистого риска. Разница в общем риске была у пациентов с более высоким риском сердечного приступа, то есть у тех, которые отвечали критериям низкой дозы аспириновой профилактики вторичных сердечно-сосудистых событий (предыдущий инфаркт миокарда, стенокардия, цереброваскулярная авария, транзиторная ишемическая атака или обход коронарной артерии) ,
Учёные Мерка интерпретировали это открытие как защитный эффект напроксена, сообщая FDA, что разница в сердечных приступах «в первую очередь связана с этим защитным эффектом». Некоторые комментаторы отметили, что напроксен должен был бы в три раза эффективнее аспирина учитывать всю разницу, а некоторые внешние учёные предупреждали Мерка, что это утверждение было неправдоподобным до публикации VIGOR. С тех пор не появилось никаких доказательств такого большого кардиозащитного эффекта напроксена, хотя в ряде исследований были обнаружены защитные эффекты, подобные по размерам по сравнению с аспирином.
Результаты исследования VIGOR были представлены Управлению по контролю за продуктами и лекарствами США (FDA) в феврале 2001 года. В сентябре 2001 года FDA направило предупреждающее письмо генеральному директору Merck, в котором говорилось: "Ваша рекламная кампания уменьшает тот факт, что в Было обнаружено, что исследование VIGOR у пациентов с Vioxx имеет увеличение инфарктов миокарда (ИМ) в четыре-пять раз по сравнению с пациентами с нестероидным противовоспалительным лекарственным средством (NSAID), Naprosyn (напроксеном). Это привело к введению в апреле 2002 года предупреждений о маркировке Vioxx в отношении повышенного риска сердечно-сосудистых событий (сердечный приступ и инсульт).
Через несколько месяцев после того, как предварительная версия VIGOR была опубликована в Журнале медицины Новой Англии, редакторы журнала узнали, что некоторые данные, сообщённые FDA, не были включены в статью NEJM. Несколько лет спустя, когда им было предъявлено напоминание Merck во время показаний первого федерального испытания Vioxx, они поняли, что эти данные были доступны авторам за несколько месяцев до публикации. Редакторы писали редакционную статью, обвиняющую авторов в преднамеренном удержании данных. Они выпустили редакционную статью для СМИ 8 декабря 2005 года, прежде чем дать авторам возможность ответить. Редактор NEJM Григорий Курфман объяснил, что быстрый выпуск был вызван неизбежным представлением его показаний по показаниям, которые, как он опасался, будут неправильно истолкованы в средствах массовой информации. Ранее он отрицал какие-либо отношения между сроками редакции и судебным разбирательством. Хотя его показания фактически не использовались в декабрьском судебном разбирательстве, Курфман хорошо свидетельствовал до публикации редакционной статьи.
Редакторы заявили, что «за четыре месяца до публикации статьи по крайней мере два её автора были осведомлены о критических данных о массиве неблагоприятных сердечно-сосудистых событий, которые не были включены в статью VIGOR». Эти дополнительные данные включали три дополнительных сердечных приступа и повысили относительный риск Vioxx с 4,25 до 5 раз. Все дополнительные сердечные приступы произошли в группе с низким риском сердечного приступа (группа, не указанная аспирином), и редакторы отметили, что упущение "привело к ошибочному выводу о том, что существует разница в риске инфаркта миокарда между аспирин и аспирин не указаны. Относительный риск инфарктов миокарда среди аспирина, не указанных пациентов, увеличился с 2,25 до 3 (хотя он оставался статистически незначимым). Редакторы также отметили статистически значимое (в 2 раза) увеличение риска серьёзных тромбоэмболических событий для этой группы, результат, о котором Мерк не сообщил в NEJM, хотя он раскрыл эту информацию публично в марте 2000 года за восемь месяцев до публикации.
Авторы исследования, в том числе авторы, не являющиеся членами Merck, ответили утверждением, что три дополнительных сердечных приступа произошли после заданной даты отсечения для сбора данных и, следовательно, были не включены. (Использование заданной даты отсечения также означало, что дополнительный инсульт в популяции напроксенов не сообщался.) Кроме того, они сказали, что дополнительные данные качественно не меняли ни одного из выводов исследования, и были раскрыты результаты полного анализа к FDA и отражены на предупреждающей этикетке Vioxx. Они также отметили, что все данные в таблице «опущены» и были напечатаны в тексте статьи. Авторы поддержали оригинальную статью.
NEJM поддержал свою редакционную статью, отметив, что дата прекращения никогда не упоминалась в статье, и авторы не сообщили, что обрезание для сердечно-сосудистых побочных эффектов было до этого для желудочно-кишечных побочных эффектов. Различные обрезания увеличили сообщаемые преимущества Vioxx (снижение проблем с желудком) по сравнению с рисками (повышенные сердечные приступы).
Некоторые учёные обвинили редакцию NEJM в необоснованных обвинениях. Другие аплодировали редакционной статье. Известный исследователь-кардиолог Эрик Тополь, известный критик Мерка, обвинил Мерка в «манипулировании данными» и сказал: «Я думаю, что сейчас научное проступок действительно полностью подкреплено». Фил Фонтанароса (Phil Fontanarosa), исполнительный редактор престижного журнала Американской медицинской ассоциации, приветствовал редакционную статью: «Это ещё один из длинного списка недавних примеров, вызвавших реальную озабоченность доверием и уверенностью в исследованиях, спонсируемых промышленностью».
15 мая 2006 года Wall Street Journal сообщила, что поздняя ночная электронная почта, написанная внешним специалистом по связям с общественностью и отправленная сотрудникам журнала за несколько часов до того, как была выпущена «Выражение концерна», предсказала, что "упрёк отвлечёт внимание на Merck и побудит СМИ игнорировать собственную роль журнала New England Journal of Medicine в содействии продажам Vioxx ".
"Внутренние сообщения электронной почты показывают, что выражение беспокойства Новой Англии было вызвано тем, что отвлечь внимание от депонирования, в котором исполнительный редактор Грегори Керфман сделал потенциально опасные признания в отношении обработки журналом исследования Vioxx. В отложении, часть судебного процесса Vioxx, Dr. Curfman признал, что слабое редактирование, возможно, помогло авторам сделать вводящие в заблуждение утверждения в статье ". Журнал заявил, что «неоднозначный» язык NEJM заблуждал репортёров, неверно полагая, что Merck удалил данные о трёх дополнительных сердечных приступах, а не о пустой таблице, которая не содержала статистической информации; «Журнал New England Journal говорит, что он не пытался исправлять эти ошибки». Исследования показали, что Merck имел информацию за несколько лет, указывающую на повышенный риск сердечных событий, а вице-президент Эдвард Сколник взял на себя большую часть вины за подавление этой информации.

### Болезнь Альцгеймера
В 2000 и 2001 годах Мерк провёл несколько исследований рофекоксиба, целью которых было определить, замедлял ли препарат болезнь Альцгеймера. Merck уделяет большое внимание этим исследованиям на том основании, что они относительно большие (почти 3000 пациентов) и сравнивают рофекоксиб с плацебо, а не с другим болеутоляющим средством. Эти исследования показали повышенную смертность среди пациентов, получавших рофекоксиб, хотя смертность обычно не была связана с сердцем. Тем не менее, они не обнаружили повышенного сердечно-сосудистого риска из-за рофекоксиба. До 2004 года Merck цитировал эти исследования как доказательство, вопреки VIGOR, безопасности рофекоксиба.

### Предменструальные угри
В 2003 году плацебо-контролируемое небольшое краткосрочное исследование в Индии из 80 женщин с предменструальными акне и обыкновенными акне получили рофекоксиб или плацебо в течение 2 циклов в 10 дней, что говорит о том, что «рофекоксиб эффективен в лечении предменструальных угрей».

### Исследования APPROVe
В 2001 году Merck начал исследование APPROVe (Adenomatous Polyp PRevention On Vioxx), трёхлетнее исследование с основной целью оценки эффективности рофекоксиба для профилактики колоректальных полипов. Целекоксиб уже был одобрен для этого указания, и он надеялся добавить это к показаниям для рофекоксиба. Дополнительной целью исследования было дальнейшее оценивание сердечно-сосудистой безопасности рофекоксиба.
Исследование APPROVe было прекращено раньше, когда предварительные данные исследования показали повышенный относительный риск неблагоприятных тромботических сердечно-сосудистых событий (включая сердечный приступ и инсульт), начиная с 18 месяцев терапии рофекоксибом. У пациентов, принимавших рофекоксиб, по сравнению с плацебо, относительный риск этих событий составил 1,92 (рофекоксиб 1,50 случаев против плацебо 0,78 случаев на 100 пациентов лет). Результаты первых 18 месяцев исследования APPROVe не показали повышенного относительного риска неблагоприятных сердечно-сосудистых событий. Более того, общие и сердечно-сосудистые показатели смертности были одинаковыми между группами рофекоксиба и плацебо.
Таким образом, исследование APPROVe показало, что долгосрочное использование рофекоксиба привело к почти двукратному риску перенесения сердечного приступа или инсульта по сравнению с пациентами, получавшими плацебо.

### Другие исследования
Предварительные официальные исследования III фазы, такие как исследование APPROVe, не показали повышенного относительного риска неблагоприятных сердечно-сосудистых событий в течение первых восемнадцати месяцев использования рофекоксиба (Merck, 2004). Другие отметили, что «исследование 090», предварительное исследование, показало 3-кратное увеличение сердечно-сосудистых событий по сравнению с плацебо, в 7 раз по сравнению с набуметоном (другим [NSAID]) и 8-кратным увеличением в сердечных приступах и инсультах по сравнению с обеими контрольными группами. Хотя это было относительно небольшое исследование, и только последний результат был статистически значимым, критики полагают, что это раннее обнаружение должно было побудить Merck быстро провести более крупные исследования сердечно-сосудистой безопасности рофекоксиба. Мерк отмечает, что он уже начал VIGOR в то время, когда было проведено исследование 090. Хотя VIGOR был в первую очередь предназначен для демонстрации новых применений для рофекоксиба, он также собирал данные о неблагоприятных сердечно-сосудистых исходах.
Несколько очень крупных обсервационных исследований также обнаружили повышенный риск сердечного приступа от рофекоксиба. Например, недавнее ретроспективное исследование, состоящее из 113 000 пожилых канадцев, показало пограничный статистически значимый повышенный относительный риск сердечных приступов 1,24 от использования Vioxx с относительным риском 1,73 для использования Vioxx с более высокой дозой. (Levesque, 2005). Другое исследование, использующее данные Kaiser Permanente, показало относительный риск использования Vioxx с низкой дозой 1.47 и 3.58 для использования Vioxx с высокими дозами по сравнению с текущим использованием целекоксиба, хотя меньшее число не было статистически значимым, а относительный риск по сравнению с другими популяциями не было статистически значимым. (Graham, 2005).
Кроме того, более недавнее мета-исследование 114 рандомизированных исследований с участием 116 000+ участников, опубликованное в JAMA, показало, что Vioxx однозначно увеличивает риск заболевания почек (почек) и сердечной аритмии.

### Другие ингибиторы ЦОГ-2
Любой повышенный риск развития патологий почек и аритмии, связанных с классом ингибиторов ЦОГ-2, например, целекоксиб (Celebrex), валдекоксиб (Bextra), парекоксиб (Dynastat), лумиракоксиб и эторикоксиб не является очевидным, хотя более мелкие исследования ранее демонстрировали такие эффекты с использованием целекоксиба, валдекоксиба и парекоксиба.
Тем не менее, вполне вероятно, что испытания новых препаратов в этой категории будут расширены, чтобы предоставить дополнительные доказательства безопасности сердечно-сосудистой системы. Примерами являются некоторые более специфические ингибиторы ЦОГ-2, в том числе эторикоксиб (Arcoxia) и лумиракоксиб (Prexige), которые в настоящее время (около 2005 года) проходят клинические испытания фазы III / IV.
Кроме того, регулирующие органы во всем мире требуют предупреждения о сердечно-сосудистом риске ингибиторов ЦОГ-2, которые всё ещё находятся на рынке. Например, в 2005 году регуляторам ЕС потребовались следующие изменения в информации о продукте и / или упаковке всех ингибиторов ЦОГ-2:
- Противопоказания, указывающие на то, что ингибиторы ЦОГ-2 не должны использоваться у пациентов с установленной ишемической болезнью сердца и / или цереброваскулярными заболеваниями (инсультом), а также у пациентов с периферической артериальной болезнью
- Усиленные предупреждения для медицинских работников проявлять осторожность при назначении ингибиторов ЦОГ-2 пациентам с факторами риска сердечных заболеваний, такими как гипертония, гиперлипидемия (высокий уровень холестерина), диабет и курение
- Учитывая связь между сердечно-сосудистым риском и воздействием ингибиторов ЦОГ-2, врачам рекомендуется использовать самую низкую эффективную дозу для максимально короткой продолжительности лечения

### Другие НПВС
После вывода Vioxx выяснилось, что могут быть отрицательные сердечно-сосудистые эффекты не только с другими ингибиторами ЦОГ-2, но даже с большинством других НПВП. Только с недавней разработкой таких препаратов, как Vioxx, фармацевтические компании провели такие хорошо выполненные испытания, которые могли бы установить такие эффекты, и подобные испытания никогда не проводились в старых «надёжных» НПВП, таких как ибупрофен, диклофенак и другие. Возможными исключениями могут быть аспирин и напроксен из-за их антиагрегирующих свойств против тромбоцитов.

## Отзыв лекарства из продажи
Из-за результатов собственного исследования APPROVe, 30 сентября 2004 года Merck публично объявила о своём добровольном выводе препарата с рынка по всему миру.
В дополнение к собственным исследованиям, 23 сентября 2004 года, Merck, по-видимому, получил информацию о новых исследованиях FDA, которые поддерживали предыдущие результаты повышенного риска сердечного приступа среди пользователей рофекоксиба (Grassley, 2004). По оценкам аналитиков FDA, Vioxx вызвал от 88 000 до 139 000 сердечных приступов, от 30 до 40 процентов из которых, вероятно, были смертельными, за пять лет существования препарата на рынке.
5 ноября 2004 года медицинский журнал The Lancet опубликовал метаанализ доступных исследований по безопасности рофекоксиба [45] (Jüni et al., 2004). Авторы пришли к выводу, что из-за известного сердечно-сосудистого риска рофекоксиб должен был быть отозван несколькими годами ранее. The Lancet опубликовал редакционную статью, в которой были осуждены как Merck, так и FDA за постоянную доступность рофекоксиба с 2000 года до отзыва. Мерк ответил, выпустив опровержение Jüni et al. мета-анализ, который отметил, что Юни опустил несколько исследований, которые не показали повышенного риска сердечно-сосудистых заболеваний.
В 2005 году консультативные группы как в США, так и в Канаде поощряли возвращение рофекоксиба на рынок, заявив, что преимущества рофекоксиба перевешивают риски для некоторых пациентов. Консультативная группа FDA проголосовала 17-15, чтобы позволить лекарству вернуться на рынок, несмотря на то, что его обнаружили, что он увеличивает риск сердечных заболеваний. Голосование в Канаде составило 12-1, и канадская группа отметила, что риск сердечно-сосудистых заболеваний от рофекоксиба, по-видимому, не хуже, чем у ибупрофена, хотя группа заявила, что дальнейшее исследование необходимо для того, чтобы все НПВС полностью поняли их профили риска. Несмотря на эти рекомендации, Merck не вернул рофекоксиб на рынок.

### Отчёт Мартина 2006
В 2005 году Мерк привлёк Джона С. Мартина младшего, бывшего окружного судьи США в Южном округе Нью-Йорка и коллег из ТОО Debevoise & Plimpton, чтобы исследовать результаты исследования Vioxx и сообщения, проведённые Merck. В отчёте было установлено, что старшее руководство Merck действовало добросовестно и что путаница в отношении клинической безопасности Vioxx объясняется чрезмерным поведением команды продаж. Отчёт, который был подан, дал график событий, связанных с Vioxx, и показал, что Merck намеревался действовать честно на протяжении всего процесса. Любые ошибки, допущенные в связи с неправильным обращением результатов клинических испытаний и удержанием информации, были результатом надзора, а не злонамеренного поведения. Мартин Отчет сделал вывод, что маркетинговая команда Merck преувеличивала безопасность Vioxx и заменила правдивую информацию тактикой продаж. Отчёт был опубликован в феврале 2006 года, и Мерк был доволен результатами отчёта и пообещал рассмотреть рекомендации, содержащиеся в Мартинском докладе.

## Судебные процессы
К марту 2006 года было зарегистрировано более 10 000 случаев и 190 действий класса против Merck по поводу неблагоприятных сердечно-сосудистых событий, связанных с рофекоксибом, и адекватности предупреждений Мерка. Первый иск несправедливой смерти, Роджерс против Мерка, был запланирован в Алабаме весной 2005 года, но был отложен после того, как Мерк утверждал, что истец имел фальсифицированные доказательства использования рофекоксиба.
19 августа 2005 года жюри в Техасе проголосовало 10-2 за то, что Merck несёт ответственность за смерть Роберта Эрнста, 59-летнего мужчины, который предположительно умер от сердечного приступа, вызванного рофекоксибом. Ведущим адвокатом истца был Марк Ланье. Мерк утверждал, что смерть была вызвана сердечной аритмией, которая, как было показано, не была связана с использованием рофекоксиба. Жюри присудило Кэрол Эрнст, вдову Роберта Эрнста, 253,4 млн. Долларов США. Эта премия была ограничена не более чем 26,1 млн. Долл. США из-за штрафных пределов ущерба в соответствии с законодательством штата Техас. Мерк обжаловал и вердикт был отменён в 2008 году. 3 ноября 2005 года Мерк выиграл второй случай Хамстон против Мерка, случай с личной травмой, в Атлантик-Сити, штат Нью-Джерси. Истец испытал слабый инфаркт миокарда и утверждал, что рофекоксиб был ответственен, взяв его на два месяца. Мерк утверждал, что не было доказательств того, что рофекоксиб был причиной травмы Хумстона и что нет никаких научных данных, связывающих рофекоксиб с сердечными событиями с короткими сроками использования. Присяжные постановили, что Мерк надлежащим образом предупредил врачей и пациентов о риске препарата.
Первый федеральный суд над рофекоксибом, Plunkett v. Merck, начался 29 ноября 2005 года в Хьюстоне. Испытание закончилось 12 декабря 2005 года, когда судья Элдон Э. Фаллон из Окружного суда США объявил об неправильном судебном разбирательстве из-за висящего жюри с большинством голосов от одного до восьми голосов в пользу защиты. После повторного разбирательства в феврале 2006 года в Новом Орлеане, где основано многоквартирное судебное разбирательство Vioxx (MDL), присяжные признали, что Merck не несёт ответственности, несмотря на то, что истцы имели редактор NEJM, свидетельствующий о своих возражениях относительно исследования VIGOR.
30 января 2006 года суд штата Нью-Джерси отклонил дело, возбуждённое Эдгаром Ли Бойдом, который обвинил Vioxx в желудочно-кишечном кровотечении, которое он испытал после приёма препарата. Судья сказал, что Бойд не смог доказать, что препарат вызвал боль в желудке и внутреннее кровотечение.
В январе 2006 года Гарза против Мерка начал судебное разбирательство в Рио-Гранде-Сити, штат Техас. Истец, 71-летний курильщик с сердечными заболеваниями, имел смертельный сердечный приступ через три недели после окончания однонедельного образца рофекоксиба. 21 апреля 2006 года жюри присудило истцу компенсацию в размере 7 миллионов долларов и наказание в размере 25 миллионов долларов. Апелляционный суд штата Техас в Сан-Антонио позже постановил, что смертельный сердечный приступ Гарзы, вероятно, был вызван ранее существовавшими состояниями здоровья, не связанными с его приобретением Vioxx, тем самым отменив присягу жюри на сумму 32 миллиона долларов.
5 апреля 2006 года жюри привлекло Merck к сердечному приступу 77-летнего Джона Мак-Дарби и присудило Маккарби компенсацию в размере 4,5 млн. Долл. США за компенсационный ущерб, основанный на неспособности Merck должным образом предупреждать о рисках безопасности Vioxx. После слушания 11 апреля 2006 года жюри также присудило г-ну Мак-Дарби дополнительные 9 млн. Долл. США в виде штрафных убытков. Это же жюри показало, что Мерк не несёт ответственности за сердечный приступ 60-летнего Томаса Коны, второго истца в судебном разбирательстве, но несёт ответственность за мошенничество при продаже препарата Коне.
В марте 2010 года австралийский судебный процесс против Merck вынес решение о том, что Vioxx удвоил риск сердечных приступов, и что Merck нарушил Закон о торговых практиках, продав лекарство, которое было непригодным для продажи.
К ноябрю 2007 года Merck объявила о том, что она согласилась на массовое урегулирование разногласий в размере 4,85 млрд долларов между Merck и адвокатами из 27 000 индивидуальных судебных исков с использованием стратегии «каждый раз в каждом случае», в отличие от иска в отношении класса, если "85 процентов истцов подписываются. После урегулирования адвокаты по этому делу оспаривали 315 млн. Долл. США, присуждённых в виде судебных издержек. В конечном счёте судья определил, как вознаграждения будут присуждаться адвокатам истца. Судья Элдон Э. Фаллон из окружного суда Соединённых Штатов по Восточному округу штата Луизиана дополнительно приказал адвокатам истца ограничить свои сборы в размере 32 % от суммы расчёта.
Вышеупомянутый спор о пошлинах адвокатов заставил учёных и наблюдателей рассмотреть вопрос о реформе деликта по всей стране. Статьи по этому вопросу включают в себя судебное разбирательство Vioxx: критический взгляд на пробную тактику, систему Торта и роли юристов в судебном разбирательстве по массовым исканиям и 10-летнюю реформу в Техасе, приносят меньше мастей, более низкие выплаты.
В ноябре 2011 года Мерк объявил о гражданском урегулировании с прокуратурой США в округе Массачусетс и индивидуально с 43 штатами США и округом Колумбия для разрешения гражданских претензий, связанных с Vioxx. В соответствии с условиями урегулирования Merck согласился выплатить две трети ранее записанных резервных сборов в размере 950 млн. Долл. США в обмен на освобождение от гражданской ответственности. Судебные разбирательства с семью дополнительными государствами остаются невыясненными. В рамках отдельных уголовных разбирательств Мерк признал себя виновным в совершении федерального обвинения в совершении преступления, связанного с маркетингом лекарств по государственным линиям, в результате которого был наложен штраф в размере 321,6 млн. Долл. США.

## Возможное возвращение на рынок
В ноябре 2017 года Кембридж, штат Массачусетс, Tremeau Pharmaceuticals объявила о своём намерении вернуть рофекоксиб на рынок в качестве лечения тяжёлой боли в суставах, вызванной гемофилией. В отличие от NSAIDS, рофекоксиб вряд ли вызовет внутреннее кровотечение, а также не будет иметь более высокий риск зависимости от опиоидов.